# Atractocarpus pentagonioides
Atractocarpus pentagonioides là một loài thực vật có hoa trong họ Thiến thảo. Loài này được (Seem.) Puttock mô tả khoa học đầu tiên năm 1999.